# Katalysatorwirkungsgrad
Der Katalysatorwirkungsgrad ist eine wichtige Kenngröße bei Katalysatoren, die eine Beziehung zwischen der effektiven (also der beobachtbaren) Geschwindigkeit einer katalysierten chemischen Reaktion und der so genannten intrinsischen Reaktionsgeschwindigkeit, die vom Aufbau des Katalysators und der Beschaffenheit seiner Oberfläche abhängt, herstellt.
Gleichung 1: {\displaystyle \eta ={\frac {r_{\text{eff}}}{r_{\text{int}}}}}
- η: Katalysatorwirkungsgrad
- reff: Effektive Reaktionsgeschwindigkeit / mittlere Reaktionsgeschwindigkeit in einem Katalysatorpellet
- rint: intrinsische Reaktionsgeschwindigkeit

Anders ausgedrückt lässt sich die effektive Reaktionsgeschwindigkeit dadurch berechnen, indem die intrinsische Reaktionsgeschwindigkeit mit einem Korrekturfaktor, dem Katalysatorwirkungsgrad, multipliziert wird.
Gleichung 2: {\displaystyle {r_{\text{eff}}}=\eta \cdot r_{\text{int}}=\eta \cdot k\cdot m_{\text{K}}\cdot c_{\text{S}}}
- k: Geschwindigkeitskonstante
- mK: Masse des Katalysators
- cS: Konzentration des jeweiligen Substrates

Zur Erklärung stelle man sich einen Katalysator vor, wie er in der heterogenen Katalyse eingesetzt wird. Der Katalysator ist ein poröser Festkörper (z. B. ein Zeolith), die anderen Reaktionsteilnehmer liegen gelöst in flüssiger Phase vor. Die Moleküle, deren Reaktion katalysiert werden soll, müssen in die Hohlräume des Katalysators eindringen, reagieren dort miteinander und verlassen den Festkörper wieder. Würden diese Transportvorgänge ungehindert vonstattengehen bzw. schneller erfolgen, als die chemische Reaktion abläuft, so wäre der Katalysatorwirkungsgrad, also der Wert des Quotienten nahezu oder gleich eins (effektive und intrinsische Reaktionsgeschwindigkeit sind gleich).
Gleichung 3: {\displaystyle \eta ={\frac {r_{\text{eff}}}{r_{\text{int}}}}=1}
- Der Katalysatorwirkungsgrad bei ungehinderter Porendiffusion

Man spricht in diesem Fall von einer kinetisch kontrollierten Reaktion. Gleichung 2 reduziert sich um den Katalysatorwirkungsgrad, da dieser eins ist, und die effektive Reaktionsgeschwindigkeit berechnet sich wie folgt:
Gleichung 4: {\displaystyle {r_{\text{eff}}}=k\cdot m_{\text{K}}\cdot c_{\text{S}}}
Wird die Diffusion in den Poren des Katalysators durch deren Größe und Wandbeschaffenheit behindert, so dass mindestens ein Reaktionspartner langsamer durch die Poren diffundiert als er in der Reaktion verbraucht wird, so führt das zu einem Mangel dieses Stoffes im Katalysatorinneren. Der Katalysatorwirkungsgrad ist kleiner eins. Der Korrekturfaktor, der die meist anzutreffenden Gegebenheiten bei der Berechnung des Katalysatorwirkungsgrades berücksichtigt, wird mit Hilfe des Weisz-Prater-Kriteriums bestimmt.

## Beziehungen mit anderen Kennzahlen
{\displaystyle \eta ={\frac {\Psi }{\Phi ^{2}}}}
- {\displaystyle \Psi }: Weisz-Modul
- {\displaystyle \Phi }: Thiele-Modul

{\displaystyle \eta ={\frac {3}{\Phi }}\left({\frac {1}{\tanh \Phi }}-{\frac {1}{\Phi }}\right)}
Dieser Zusammenhang vereinfacht sich für {\displaystyle \Phi >3} (wegen {\displaystyle \tanh \Phi \approx 1}) zu
{\displaystyle \eta ={\frac {3}{\Phi }}}